# Castianeira littoralis
Castianeira littoralis är en spindelart som beskrevs av Cândido Firmino de Mello-Leitão 1926. 
Castianeira littoralis ingår i släktet Castianeira och familjen flinkspindlar. Inga underarter finns listade.